# میخ‌پنجه بورچل
میخ‌پنجه بورچل (نام علمی: Centropus burchellii) نام یک گونه از سرده میخ‌پنجه است.